# آنمون ژاپنی
شقایق نعمانی ژاپنی یا آنِمون ژاپنی (نام علمی: Anemone hupehensis) که به نام آنِمون چینی نیز شناخته می‌شود. درخت یا درختچه‌ای زینتی است که دارای گل‌های پُر پَر فنجان شکل با پرچم‌های زرد و برگ‌های عمیقاً بریدگی‌دار یا سه برگچه‌ای و سبز است. ارتفاع آن به ۱ متر می‌رسد. گیاه تنومند و پر شاخه‌ای است که در خاک‌های مرطوب و در موقعیت یا مکانی با سایه نسبی رشد و نمو می‌کند. گل‌های فنجان شکل و کم ژرفا یا کم عمق آن به رنگ سفید و صورتی و حاوی پرچم‌های زرد است.